# Andreas Arén
Andreas Arén (* 28. November 1985 in Falun) ist ein ehemaliger schwedischer Skispringer.

## Werdegang
Der Heimatclub von Arén ist Holmes IF. Im Jahr 2004 warf ihn eine schwere Knieverletzung mit zwei folgenden Operationen im Jahre 2004 weit zurück. Erst zur Saison 2006/07 errang er mit einem 17. Platz in Kuusamo die ersten Weltcup-Punkte, denen weitere bei den folgenden Springen in Lillehammer folgten. 2008 wurde er erstmals schwedischer Meister auf der Normalschanze. 2009 konnte er diesen Erfolg wiederholen und gewann zudem auch die Goldmedaille auf der Großschanze. Kurz darauf erreichte er bei der Nordischen Skiweltmeisterschaft 2009 in Liberec den 49. Platz auf der Normalschanze. Am 11. August 2009 gab er bekannt, seine Skisprungkarriere zu beenden. Als Gründe für seinen plötzlichen Ausstieg nannte er Geld- und Leistungsmangel sowie Motivationsverlust.
Nachdem der schwedische Skiverband mehrere Jahre lang kein Skisprungteam mehr zusammengestellt hatte, wurde Arén ab dem 1. Oktober 2020 als Sportmanager für das schwedische Skispringen eingestellt. Diese Aufgabe ist zunächst als Teilzeitstelle konzipiert worden.

## Statistik

### Weltcup-Platzierungen
| Saison  | Platz | Punkte |
| ------- | ----- | ------ |
| 2006/07 | 63.   | 21     |
| 2007/08 | 74.   | 08     |
| 2008/09 | 90.   | 01     |